# Marie-Élisabeth d'Autriche
Pour les articles homonymes, voir Élisabeth d'Autriche.
Marie-Élisabeth d'Autriche (Linz, 13 décembre 1680 - Mariemont, 26 août 1741) est princesse royale de Bohême, de Hongrie et de Croatie, appartenant à la dynastie des Habsbourgs.
Elle est gouvernante des Pays-Bas autrichiens (1725-1741).

## Famille
Marie-Élisabeth est la fille de Léopold Ier (1640-1705), empereur élu du Saint-Empire romain germanique, et de sa troisième épouse, Éléonore du Palatinat-Neubourg (1655-1720).
Son père est le fils de Ferdinand III (1608-1657), Empereur élu du Saint-Empire, et de Marie-Anne d'Autriche (1606-1646), infante d'Espagne.
Sa mère est la fille de Philippe-Guillaume de Neubourg (1615-1690), électeur palatin, et d'Élisabeth-Amélie de Hesse-Darmstadt (1635-1709).
Elle a pour frères Joseph Ier (1678-1711) et Charles VI (1685-1740), tous deux empereurs élus successifs du Saint-Empire, et pour sœur Marie-Anne (1683-1754), reine de Portugal.

### Caractère
À l'instar de plusieurs membres de sa famille, elle est une mélomane avertie. De nature autoritaire, elle gère seule, à plusieurs reprises, des affaires concernant les Pays-Bas autrichiens, pour lesquelles elle aurait dû en référer à Vienne et n'hésite pas à s'opposer aux ministres plénipotentiaires envoyés par son frère.
Dévote, elle assiste régulièrement aux messes célébrées à la cathédrale Sainte-Gudule et fait représenter des œuvres pieuses au théâtre de la Monnaie.

## Enfance et adolescence
Son enfance est marquée par les conflits qui déchirent l'Europe, notamment celui opposant le Saint-Empire à l'Empire ottoman (elle a trois ans lors du siège de Vienne par l'armée turque).
Marie-Élisabeth a dix-neuf ans lorsque son cousin Charles II (1661-1700), roi d'Espagne, meurt. La succession n'ayant pu trouver de solution diplomatique qui satisfasse les cours européennes, la guerre est déclarée l'année suivante afin de déterminer laquelle des dynasties, Bourbon ou Habsbourg, recevrait la Couronne espagnole et ses colonies.
Au cours du conflit qui va durer plus de dix ans, elle perd respectivement son père (1705) puis son frère ainé (1711). En 1714, son frère cadet, Charles VI, doit renoncer au trône d'Espagne au profit de Philippe V (1683-1746), petit-fils de Louis XIV (1638-1715), roi de France. Néanmoins, si la maison d'Autriche est chassée du territoire hispanique, elle obtient en contrepartie des territoires en Allemagne et en Italie. Notamment en 1715, par le traité de la Barrière, où le territoire des Pays-Bas méridionaux est cédé par l'Espagne à l'Autriche.

### Célibat
Un temps préposée comme archiduchesse susceptible de devenir l'épouse de Philippe V, roi d'Espagne, afin de réconcilier des ennemis ataviques, le projet fait long feu.
En effet, Louis XIV, qui garde un œil sur le devenir de son petit-fils nouvellement intronisé, se méfie de ce qu'une princesse autrichienne ne serve d'agent à l'Empereur du Saint-Empire pour influencer la politique espagnole et contrer ainsi les intérêts français.
Bien qu'elle soit la sœur de l'empereur, Marie-Élisabeth prend de l'âge sans trouver de prétendant auquel s'unir et se retrouve célibataire jusqu'à sa mort.

## Gouvernante des Pays-Bas autrichiens
Le 23 décembre 1724, Charles VI prend la décision de lui confier l'administration des Pays-Bas autrichiens, avec titre de gouvernante, et flanquée de ministres désignés par lui pour l'aider dans sa tâche. L'empereur a conscience que la population est grandement hostile aux Autrichiens, à qui elle reproche les années de guerre récentes qui ont vu le passage de nombreuses troupes sur le territoire et a subi les ravages de la guerre. Désireux de renouer les liens avec ce territoire excentré des États héréditaires des Habsbourg, le souverain décide donc de placer un membre de sa famille à la tête de l'administration plutôt qu'un gouverneur militaire, comme ça a été le cas jusqu'à présent.

### Prise de fonction
Le 4 septembre 1725, Marie-Élisabeth quitte Vienne pour Bruxelles, où elle arrive le mois suivant. L'accueil de la population y est chaleureux, bien que la situation du pays soit complexe et difficile. Mais l'archiduchesse, toute à son devoir, va prendre à cœur son rôle et se fondre dans le paysage politique. Dès le 15 octobre, elle préside son premier Conseil d'État. Elle doit composer avec les ministres plénipotentiaires nommés par son frère et chargés par lui de faire appliquer les directives de Vienne. Mais tout au long de son gouvernorat, l'archiduchesse va entretenir des rapports amicaux avec eux, même si elle n'hésite pas à s'opposer à certaines dispositions prises sans son consentement.
Sous son gouvernorat, les ministres plénipotentiaires sont appelés grand maître. Il s'agit de :
- 1725-1725 : le comte Wirich de Daun
- 1726-1732 : le comte Giulio de Visconti
- 1732-1743 : le comte Friedrich August de Harrach-Rohrau

### Administration prudente
Soucieuse de redresser la situation aux Pays-Bas, Marie-Élisabeth s'évertue à tenir son pays à l'écart des conflits et des jeux d'alliance dangereux, sans toutefois aller jusqu'à défier son frère. La paix maintenue permet alors à l'agriculture de se développer et à l'économie de reprendre, d'autant plus que la petite noblesse locale est désormais associée à l'administration.
Elle occupe et fait agrandir le château de Mariemont et assiste, impuissante, à l'incendie du palais ducal de Bruxelles, ravagé par les flammes en 1731.
Elle n'a pas la main sur les forces armées des Pays-Bas, tenues par un commandant impérial aux ordres de Vienne, mais elle se garde bien de se déclarer ouvertement en conflit avec ses voisins lorsque son frère entre en guerre dans le cadre de la guerre de Succession de Pologne (1733-1738). En effet, un accord signé entre la France et les Pays-Bas, en novembre 1733, permet à ces-derniers de ne pas être considérés comme cobelligérants et d'éviter ainsi de nouveaux passages de troupes.

## Succession d'Autriche
Le 20 octobre 1740, Charles VI meurt. Conformément aux dispositions prises par la Pragmatique Sanction de 1713, sa fille aînée, Marie-Thérèse (1717-1780) lui succède sur le trône des nombreuses possessions familiales, hormis celui du Saint-Empire romain germanique, réservé aux hommes.
Marie-Élisabeth se range naturellement du côté de sa nièce lorsque celle-ci se voit attaquée par Frédéric II le Grand (1712-1786), roi de/en Prusse, en Silésie, deux mois plus tard, ouvrant les hostilités connues sous le nom de guerre de Succession d'Autriche (1740-1748).
Malheureusement, la gouvernante des Pays-Bas autrichiens décède à son tour, le 26 août 1741, sans avoir vu l'issue du conflit. Sa nièce, Marie-Anne d'Autriche, sœur de Marie-Thérèse et son mari, le prince Charles-Alexandre de Lorraine (1712-1780), lui succède. L'archiduchesse meurt en couches En décembre de la même année. Le prince assume seul le gouvernorat. Il sera l'un des Gouverneurs les plus populaires aux Pays-Bas.